# جغرافیای نائورو

موقعیت نائورو در اقیانوسیه.

نائورو در میان همسایگان.

نقشه نائورو.

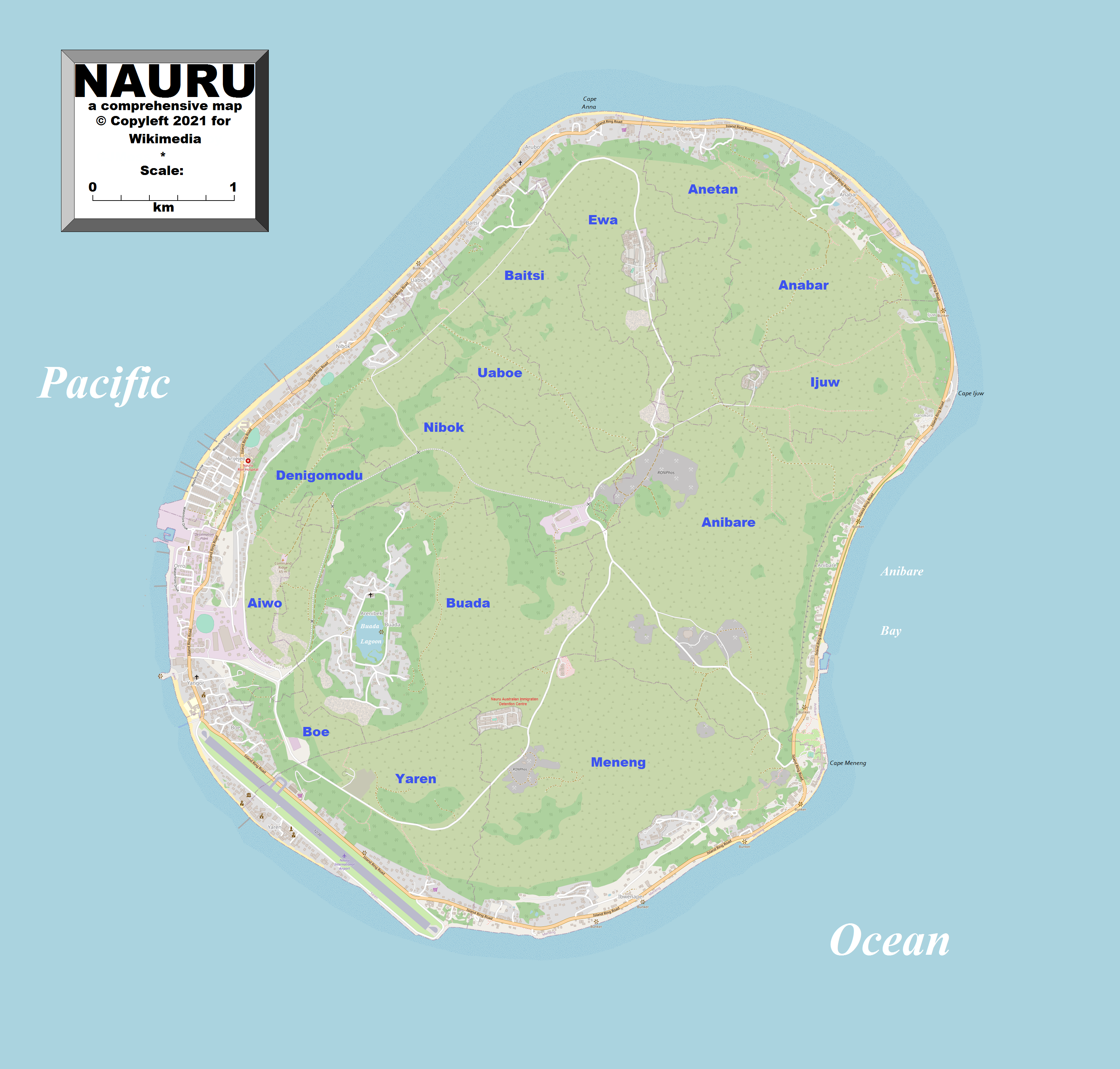
نقشه‌ای از نائورو.

نائورو یک کشور جزیره‌ای سنگی فسفاته کوچک است که در اقیانوس آرام جنوبی در جنوب جزایر مارشال در اقیانوسیه واقع شده‌است. این کشور تنها در ۵۳ کیلومتری جنوب خط استوا در مختصات صفر درجه و ۳۲ دقیقه جنوبی و ۱۶۶ درجه و ۵۵ دقیقه شرقی قرار دارد. نائورو کوچکترین جمهوری جهان است و تنها ۲۱ کیلومتر مربع مساحت دارد.
این جزیره در حدود ۱۳۰۰ کیلومتری شمال شرق جزایر سلیمان قرار گرفته و نزدیکترین همسایه آن جزیره بانابا در کیریباتی است که در ۳۰۰ کیلومتری خاور نائورو قرار دارد. نائورو پایتخت رسمی ندارد، اما دفاتر دولتی در منطقه یارن واقع شده‌اند.
نائورو یکی از سه جزیره سنگی فسفاته بزرگ در اقیانوس آرام است - دو جزیره دیگر، بانابا در کیریباتی و ماکاتئا در پلی‌نزی فرانسه هستند. مساحت نائورو ۲۱ کیلومتر مربع و دارای خط ساحلی ۳۰ کیلومتری است. این کشور منطقه انحصاری اقتصادی دریایی به مساحت ۳۰۸۴۸۰ کیلومتر مربع دارد.
آب و هوای نائورو گرمسیری با فصل بارانی موسمی از نوامبر تا فوریه است. تنها منابع طبیعی نائورو قابل توجه از نظر اقتصادی در نائورو، فسفات است که از ذخایر کود مرغی پرندگان دریایی فراهم آمده، به اضافه ماهیگیری به‌ویژه ماهی تن.

## جغرافیای فیزیکی
یک کمربند نسبتاً حاصلخیز اما باریک جزیره را احاطه کرده و تالاب کم‌ژرفای بوآدا را نیز دربر گرفته‌است. ساحل شنی آن تا حلقه‌ای حاصلخیز از زمین در اطراف صخره‌های مرجانی ارتفاع می‌گیرد. فلات فسفات برجسته بخش مرکزی جزیره را اشغال می‌کند. بالاترین نقطه این کشور جزیره‌ای ۶۵ متر بالاتر از سطح دریا، در امتداد لبه فلات است.
به دلیل احاطه شدن توسط مرجان‌ها و سواحل شنی، این جزیره هیچ بندرگاه طبیعی، رودخانه یا دریاچه قابل توجهی ندارد. همچنین بیشتر ساحل نائورو یک‌باره و با شیب زیاد از اقیانوس ارتفاع می‌گیرد و بنابر این هیچ بندر یا لنگرگاه محافظت‌شده‌ای ندارد. نائورو دارای یک سامانه ناوبری منحصر به فرد است که فقط در جزیره قابل استفاده است.
ذخایر معدنی بیش از دو سوم جزیره را پوشش می‌دهد و بهره‌برداری از آن‌ها مناظری نامنظم و قله‌ای‌شکلی از سنگ آهک را به جا گذاشته‌است.

## مسائل زیست‌محیطی
- خشکسالی‌های دوره‌ای، منابع محدود آب شیرین طبیعی (مخازن ذخیره‌سازی پشت بام آب باران را جمع‌آوری می‌کنند، اما عمدتاً وابسته به یک واحد نمک‌زدایی قدیمی هستند)
- شرایط شدید خاک به دلیل قلیائیت بالا، سطح فسفات بالا و پتاسیم. آهن، منگنز، مس، مولیبدن و روی کم باعث شده‌است که این خاک برای گیاهان مناسب نباشد. ترکیب با خاک‌های نازک یا آسیب‌دیده باعث حاصلخیزی کم می‌شود.
- بهره‌برداری شدید فسفات در طول ۹۰ سال گذشته، ۸۰ درصد از بخش مرکزی نائورو را به یک زمین بایر تبدیل کرده و زمین‌های محدود باقی‌مانده را تهدید می‌کند.

نائورو طرف قراردادهای بین‌المللی زیست‌محیطی در زمینه تنوع زیستی، تغییر اقلیم، بیابان‌زایی، قانون دریا و زباله دریایی است.

## آب و هوا
آب و هوای نائورو در تمام طول سال گرم و بسیار مرطوب است، زیرا به خط استوا و اقیانوس نزدیک است. نائورو بین نوامبر و فوریه تحت تأثیر باران‌های موسمی قرار می‌گیرد، اما به ندرت طوفان دارد. بارندگی سالانه بسیار متغیر است و تحت تأثیر نوسان ال نینو-جنوبی، با چندین خشکسالی ثبت شده قابل توجه است. درجه حرارت در نائورو بین ۳۰ تا ۳۵ درجه سانتی‌گراد در طول روز متغیر است و در حدود ۲۵ درجه سانتی‌گراد در شب کاملاً پایدار است.